# Tomasz Brach
Tomasz Brach (ur. 5 stycznia 1959 w Warszawie) – polski polityk, poseł na Sejm RP I kadencji.

## Życiorys
Ukończył Oddział Leśny Akademii Rolniczej Szkoły Głównej Gospodarstwa Wiejskiego w Warszawie w 1982. W 1991 uzyskał mandat posła na Sejm I kadencji. Został wybrany w okręgu jeleniogórsko-legnickim z listy Polskiej Partii Przyjaciół Piwa (później w Sejmie należał do frakcji Duże Piwo i koła Polski Program Gospodarczy, a na końcu kadencji do klubu Polski Program Liberalny). Zasiadał w Komisji Ochrony Środowiska, Zasobów Naturalnych i Leśnictwa oraz w Podkomisji nadzwyczajnej do rozpatrzenia projektu ustawy o łowiectwie.
Z zawodu jest handlowcem – zajmuje się nawiązywaniem współpracy handlowej w zakresie importu i eksportu towarów oraz ich dystrybucji i sprzedaży. Prowadzi firmę handlowo-usługową „Elita” w Nowym Sączu.